# Anaceros canidens
Anaceros canidens is een hooiwagen uit de familie Biantidae. De wetenschappelijke naam van Anaceros canidens gaat terug op Lawrence.